# Una storia senza nome
Pour plus de détails, voir Fiche technique et Distribution.
Una storia senza nome  est un film italien coécrit et réalisé par Roberto Andò, sorti en 2018 en Italie.

## Synopsis
Alessandro Pes est un scénariste à succès mais ce que tout le monde ignore c'est qu'il est à court d'idées depuis une décennie et que celle qui écrit les scénarios qu'il signe est en réalité Valeria Tramonti, la modeste secrétaire de la maison de production où il est sous contrat. En ce moment, Alessandro est aux abois. Vitelli, son producteur et son nouvel associé Spadafora ont déjà engagé le grand metteur en scène Jerzy Kunze ainsi que les principaux acteurs et lui, comme d'habitude, n'a pas pondu une ligne. Il presse son amie (et parfois un peu plus) Valeria de le tirer de ce mauvais pas. Elle n'est pas très inspirée cette fois mais, un jour, alors qu'elle fait ses courses au marché, un inconnu l'aborde et lui donne rendez-vous : il lui confie un scénario, encore inachevé, qui fera l'affaire. Les complications et les ennuis commencent...

### Fiche technique
- Titre original : Una storia senza nome
- Réalisation : Roberto Andò
- Scénario : Roberto Andò et Angelo Pasquini
- Décors : Giovanni Carluccio, Giada Esposito
- Costumes : Lina Nerli Taviani
- Photographie : Maurizio Calvesi
- Montage : Esmeralda Calabria
- Musique : Marco Betta
- Producteur : Angelo Barbagallo / Producteur exécutif : Gianfranco Barbagallo
- Sociétés de production : Bibi Film, Agat Film & Compagnie
- Société de distribution :  01 Distribution
- Pays d'origine :  Italie
- Langue originale : italien
- Genre : drame
- Durée :
- Dates de sortie :
  -  Italie : 20 avril 2018
  -  France :

## Distribution
- Micaela Ramazzotti : Valeria Tramonti, secrétaire et auteure en secret des scénarios de Pes
- Alessandro Gassman ; Alessandro Pes, un scénariste à succès qui ne fait que signer
- Laura Morante : Amalia Roberti, la mère de Valeria
- Jerzy Skolimowski : Jerzy Kunze, le metteur en scène du film
- Renato Carpentieri : Alberto Rak, l'inconnu qui contacte Valeria
- Antonio Catania : Massimo Vitelli, le producteur du film
- Gaetano Bruno : Diego Spadafora, son nouvel associé
- Marco Foschi : Riccardo
- Martina Pensa : Irene
- Renato Scarpa : Arturo Onofri, le Ministre de la Culture
- Silvia Calderoni :Romeo Agate, le fugitif
- Emanuele Salce : le Président du Conseil
- Paolo Graziosi : Nemi, le Ministre de l'Intérieur
- Filippo Luna : Seminerio, un mafioso
- Michele Di Mauro : Augusto Trezzi
- Giovanni Martorona : Mario